# Lilit

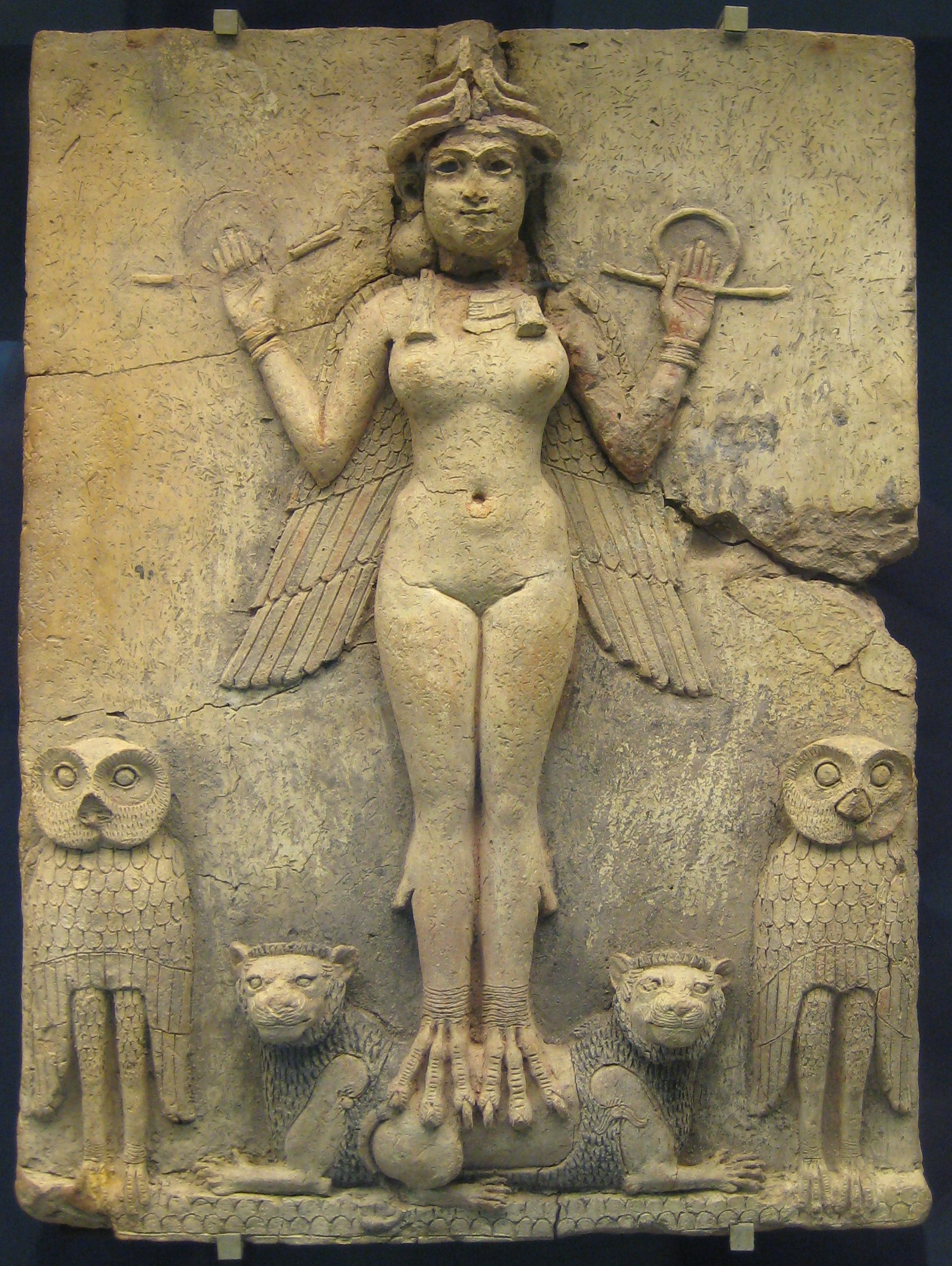
Az ókori Keleten Lilitet, a sötétség úrnőjét, női démonként ábrázolták, szárnyakkal és madárlábbal. Jelképe a bagoly

Lilit (sumer LIL.DU/LIL.LU, akkád Līlīṯu, héber: לילית) női démon, a magyar irodalomban sokszor Lilith.
Egy régi sumer istenség, a nagy magasságok szelének istennője, akinek a világ teremtésében játszott szerepe homályos, és akit végül gonoszsága miatt száműztek Inanna édenkertjéből. Az etimológiája vitatott. Egyes nézetek szerint az akkád nyelvben jövevény, és a sumer LIL (=levegő) az eredeti alakja. Más vélemény szerint a LIL és a līlu nincs egymással kapcsolatban, önálló szó „éjszaka” jelentéssel. Ugyanezt jelenti a héber l-y-l is. A sumer LIL2 titkos tudás, szél, szellő, felhő, baj, betegség, bűn értelmű, sőt őrületet, bolondságot is kifejez. Ennek párja az akkád lillu (szintén őrület, bolondság értelemben), azonban szoros kapcsolatban van a lilû szóval, ami egyértelműen démont jelent.
A későbbiekben az ókori Keleten Lilitet egy női keveréklénnyel azonosították, majd elkezdték szárnyakkal is ábrázolni. Ez nagyrészt Lamastu öröksége. Lilitről nemcsak mitológiai és mágikus szövegek tesznek említést, hanem az irodalom is.

## Ézsaiás
Az Ézsaiás, a „boszorkány” (Károli-biblia) lehet a lappantyú.
Ézsaiás 34:14 És találkozik vadmacska a vadebbel, és a kisértet társára talál, csak ott nyugszik meg az éji boszorkány (liyliyth) és [ott] lel nyughelyet magának. (Károli)

## Zsidó legendák Lilitről
A hagyományos Midrás szerint Isten Ádámot és Lilitet egyazon agyagból formázta, hogy Ádámnak társa legyen. Első este Isten magához hívta, és azt mondta neki, hogy Ádám alárendeltje lesz. Ezt nem fogadta el, mert az agyag, amiből őt formázták, a bukott Samael nyálával volt megmérgezve. Lilit összeveszett Ádámmal és az Édenkertet elhagyva a sivatagba ment. Ott minden nap több ezer keveréklénnyel egyesült és több ezer gyermeket nemzett velük. Ádám magányosságra panaszkodott Istennél, aki erre megteremtette Ádám oldalbordájából Évát.
Lilit halhatatlan maradt, mert nem evett a Tudás Fájának gyümölcséből. Néhány zsidó monda szerint ő volt az utolsó angyal a tíz szentségtelen sefirot közül, akitől mindenki félt: a legenda szerint gyermekeit megölték, mert azáltal, hogy megszökött az Édenből, ellenszegült Isten akaratának, Lilit ezért bosszúból az emberek gyermekeit ölte meg. Hogy ettől megóvják magukat, az emberek pentagrammákat akasztottak a bölcsőre, amin az Édenkert 4 folyója, valamint Sanvai, Sansanvi és Semangloph angyalok nevei voltak láthatók, azok az angyalok, akik Isten megbízásából Lilitre vadásztak és gyermekeit megölték.
A zsidó-feminista teológiában Lilitet olyan nőként ábrázolják, aki nem Istennek, hanem csak Ádámnak nem engedelmeskedik és Évával ellentétben nincs rá hatással az ördög mesterkedése. Lilit szimbolizálja a tanult, erős asszonyt.
Egy másik verzió szerint mint Ádám első felesége rávette Istent arra, hogy árulja el neki szent nevét. Ez korlátlan hatalmat adott neki, miáltal Lilit szárnyakat követelt Istentől, és elrepült az Édenből.

## Lilit mint az emancipáció jelképe
Lilit a feminizmusban jelképpé vált és sok női könyvkereskedést és női kávézót Lilitre kereszteltek. Női keresztnévként is nagyon kedvelt volt. Sokan Lilitben látják a bibliai Éva ellenhősnőjét, aki nem vetette alá magát a patriarchális hagyományoknak.
A Lilit-mítosz szimbolizálhatja a nő önállóságát és a férfiak azon (már a Bibliában is meglévő) próbálkozását, hogy a nőket a magasabb tekintély elvén elnyomják. A pszichológiában Éva jelképezi az anyaságot, a szerénységet és az engedelmességet, ő pedig az érzékiséget, a szenvedélyt és a szexualitást.
Lilitről nevezték el az 1976 óta megjelenő zsidó feminista Lilith Magazint.

## Neve a filmművészetben
Nevét a Kárhozottak királynőjében, az Odaát, Sabrina hátborzongató kalandjai, Lucifer, True Blood, K-12, Shadowhunters, Neon Genesis Evangelion, The Owl House, Warrior Nun és a Vaják című filmsorozatokban is felhasználták.